# Kelsea Ballerini
Kelsea Ballerini   (Mascot i Knoxville, 12 de setembre de 1993) és una cantant i compositora de música country estatunidenca que treballa per a Black River Entertainment.

## Resum biogràfic
Kelsea Ballerini va néixer a Mascot (Tennessee) i va créixer a Knoxville (Tennessee). El seu pare, un programador de ràdio té arrels italians. La seva mare ha treballat a marketing per a la publicació de Thomas Nelson Bible i una empresa de patrocini. Començà a anar classes de ball als tres anys i s'aturà deu anys més tard. Cantà a l'església i cors d'escola. Va escriure la seva primera cançó als dotze anys per a la seva mare i es traslladà a Nashville, Tennessee tres anys després. Va assistir a la Universitat Lipscomb durant dos anys fins que va seguir una carrera musical.
Als dinou anys, signà un acord amb Black River Entertainment. A la darreria de 2014, llançà al seu primer senzill «Love Me Like You Mean It» que debutà a Country Airplay a octubre de 2014. Llançà un extended play homònim per al segell a novembre. Fou anomenada una de les Següents
 Dones de Country a CMT de 2014. Es presentà per primera vegada al Grand Ole Opry el 4 de febrer, 2015 i cantà «Love Me Like You Mean It».

## Carrera

### 2014–2016, EP homònim i Primers temps
Als 19 anys, va signar un acord amb Black River Entertainment. A finals de 2014, va llançar el seu senzill debut Love Me Like You Mean It, que va debutar a la llista "Country Airplay" l'octubre de 2014. Va llançar una obra ampliada homònima per al segell al novembre. Va ser nomenada una de les "Next Women of Country de CMT" el 2014. Va actuar per primera vegada al "Grand Ole Opry" el 14 de febrer de 2015 i va cantar Love Me Like You Mean It. El 19 de maig de 2015, l'àlbum debut de Ballerini, The First Time, es va publicar a través de Black River. Per a la llista del 4 de juliol de 2015, Love Me Like You Mean It, el primer senzill de l'àlbum, va assolir el número u a la llista "Billboard Country Airplay", convertint a Ballerini en la primera artista de música country femenina en solitari que va aconseguir un èxit número u amb ella, un senzill debut des que Carrie Underwood ho va fer amb Jesus, Take the Wheel el 2006, i només l'onzè de la història a aconseguir la gesta. Ballerini també es va convertir en la cinquena artista solista de música country femenina que va aconseguir èxits número u consecutius amb els seus dos primers senzills quan Dibs" va assolir el cim de la llista de "Country Airplay" i la primera a fer-ho des de Jamie O'Neal a 2001.
El tercer senzill de l'àlbum, Peter Pan, va ser llançat a la ràdio country el 21 de març de 2016. Peter Pan va assolir el número u a les llistes de "Country Airplay" i "Hot Country Songs" al setembre, fent de Ballerini la primera artista femenina de música country solista. per encapçalar ambdues llistes de música country simultàniament. Aquest èxit també la va convertir en la primera dona solista a enviar els seus primers tres senzills al número u des que Wynonna Judd va aconseguir la mateixa gesta el 1992. El quart senzill de l'àlbum, Yeah Boy, va ser llançat a la ràdio country el 10 d'octubre de 2016.

### 2017–2019, sense disculpes, entrenant a The Voice i unint-se al Grand Ole Opry
A principis de 2017, Ballerini va ser nomenada a la llista "Forbes 30 Under 30 - Music" al número dos. El 2017, Ballerini va rebre dues nominacions als premis de l'Acadèmia de Música Country per a la vocalista femenina de l'any i el vídeo de l'any per Peter Pan. El juny de 2017, Ballerini va llançar Legends com el primer senzill del seu segon àlbum d'estudi. El 3 de novembre, va llançar el seu segon àlbum, titulat Unapologetically. L'àlbum va debutar al número tres de la llista d'àlbums "Billboard Top Country" i el número set a la llista d'àlbums Billboard 200, convertint-se en el seu àlbum més alt en ambdues llistes.
El segon senzill de l'àlbum, I Hate Love Songs, va ser llançat al març. El setembre de 2018, va anunciar que llançaria una edició de luxe de l'àlbum amb quatre cançons noves. El 18 de setembre de 2018, el duo EDM-pop "The Chainsmokers" va publicar una cançó titulada This Feeling amb Ballerini, que més tard va actuar al "Victoria's Secret Fashion Show" de 2018 al novembre. El tercer i últim senzill de Unapologetically, Miss Me More, va ser llançat a l'octubre de 2018. A l'octubre, va fer la veu a la cançó Dance With Me del seu marit Morgan Evans. Ballerini es va unir a la 15a temporada de "The Voice" com a cinquena directora. Va entrenar a sis concursants que no van obtenir un torn de cadira durant "The Blinds", en una nova ronda anomenada "The Comeback Stage". "The Comeback Stage" va ser una sèrie digital acompanyant de l'espectacle. L'octubre de 2018, Ballerini va llançar la cançó We Were Like. El desembre de 2018, Unapologetically va rebre una nominació al millor àlbum country als 61è premis Grammy anuals.
El 5 de març de 2019, "Little Big Town" va convidar Ballerini a convertir-se en membre del "Grand Ole Opry". El 16 d'abril de 2019, Carrie Underwood la va incorporar al "Grand Ole Opry". Ballerini es va embarcar en la gira "Miss Me More" en suport de Unapologetically l'abril de 2019. La gira va ser un èxit, amb Ballerini exhaurint diverses dates. El juny de 2019, Ballerini va ser convidada al programa de competició de la NBC "Songland" i va llançar la cançó Better Luck Next Time.

### 2019–2021, Kelsea i Ballerini
El juliol de 2019, Ballerini va confirmar en una publicació d'Instagram que el treball en el seu tercer àlbum d'estudi estava acabat. El 6 de setembre de 2019, Ballerini va llançar el primer senzill del seu llavors tercer àlbum, titulat Homecoming Queen? La cançó va debutar al número 22 de la llista "Country Airplay", convertint-se en el debut més alt de Ballerini a la llista fins ara. El 8 de novembre, Ballerini va llançar el senzill promocional Club. Ballerini va confirmar el 20 de gener de 2020 que l'àlbum portava el títol (Kelsea) i es va publicar el 20 de març de 2020. L'anunci va coincidir amb el llançament d'un segon senzill promocional, LA. El 28 de febrer, va llançar el senzill Hole in the Bottle i va anunciar la llista de cançons de Kelsea incloent Half of my Hometown amb Kenny Chesney i The Other Girl amb Halsey.
El 2 de setembre, Ballerini va anunciar que llançaria un àlbum homòleg de Kelsea, titulat Ballerini, amb versions reduïdes de les cançons. Va ser llançat l'11 de setembre de 2020. La versió simplificada de Club es va publicar juntament amb l'anunci de l'àlbum. Va descriure Ballerini com emocional, vulnerable i suau, mentre que Kelsea va mostrar el seu costat atrevit i efervescent. A partir del 16 d'octubre de 2020, Kelsea i Ballerini es poden comprar físicament com a àlbum doble, exclusivament a Target.
El 2021, Ballerini va substituir temporalment Kelly Clarkson com a directora durant la temporada 20 de "The Voice". Va ser copresentadora dels "CMT Music Awards" 2021 amb Kane Brown, on va guanyar el premi al "CMT Performance of the Year". Al maig, es va anunciar que seria un acte d'obertura de la gira "Remember This de Jonas Brothers" que va començar a l'agost. El seu primer llibre de poesia, Feel Your Way Through, es va publicar el 16 de novembre de 2021.

### 2022-present, subjecte a canvis
El març de 2022 Ballerini va anunciar que Heartfirst es llançaria el 8 d'abril de 2022. La cançó serveix com a primer senzill del seu proper quart àlbum d'estudi, Subject to Change. Mentre era co-presentadora durant els "CMT Music Awards 2022", Ballerini va interpretar la cançó per primera vegada. El vídeo musical de la cançó es va estrenar el 7 de juliol de 2022. El 15 de juliol de 2022 es va publicar el segon senzill, Love is a Cowboy, del proper àlbum de Ballerini juntament amb el vídeo musical oficial.

## Influències
Ballerini ha estat influenciada per artistes tant del camp de la música pop com del country. Originalment influenciat per la música pop, Ballerini afirma 
| « | "Vaig créixer entre els 40 millors pop. No sabia què era la música country, que és tan divertit perquè vaig créixer en una granja a l'est de Tennessee". | » |

 Ballerini enumera a Britney Spears, Christina Aguilera, NSYNC i Hilary Duff entre aquests primers artistes que la van influir. Ballerini també cita Justin Bieber com una de les primeres inspiracions musicals pop. No va ser fins que Ballerini va escoltar Stupid Boy de Keith Urban que va decidir aprofundir en la música country escoltant àlbums de Taylor Swift, Sugarland i Dixie Chicks. Va acreditar l'àlbum d'estudi de debut homònim de Swift per introduir-la a la música country. Ballerini també cita Shania Twain com la seva major influència. També ha interpretat cançons enregistrades originalment per Alison Krauss i ha cantat Ghost in This House al costat de Krauss als "CMT Artists of the Year Awards" el 2018.

## Vida personal
El març de 2016, Ballerini va començar a sortir amb la cantant country australiana Morgan Evans. Es van prometre el dia de Nadal de 2016 i es van casar el 2 de desembre de 2017 a Cabo San Lucas, Mèxic.
Ballerini era estudiant a la "Central High School durant el tiroteig de 2008, que va presenciar. Ha dit que pateix Trastorn per estrès posttraumàtic (PTSD) a causa de l'experiència.

## Discografia
Àlbums
- The First Time (2015)
- Unapologetically (2017)
- Kelsea (2020)
- Subject to Change (2022)[49]

Extended plays
- Kelsea Ballerini (2014)

Senzills
- «Love Me Like You Mean It» (2014)
- «Dibs» (2015)
- «Peter Pan» (2016)

Vídeos musicals
| Any  | Vídeo                                | Director(s)     |
| ---- | ------------------------------------ | --------------- |
| 2014 | «Love Me Like You Mean It» (acústic) | Robert Chavers  |
| 2015 | «Love Me Like You Mean It»           | Kristin Barlowe |
| 2015 | «Dibs»                               | Robert Charvers |

## Awards and nominations
| Any  | Ceremonia                        | Category / Treball nominat | Resultat  | Ref.   |
| ---- | -------------------------------- | --- | --------- | ------ |
| 2015 | CMT Music Awards                 | Breakthrough Video of the Year "Love Me Like You Mean It"                                                                      | Nominat   | [ 50 ] |
| 2015 | Country Music Association Awards | Female Vocalist of the Year | Nominat   | [ 51 ] |
| 2015 | Country Music Association Awards | New Artist of the Year | Nominat   |        |
| 2015 | American Music Awards            | Favorite Country Female Artist                                                                                                 | Nominat   | [ 52 ] |
| 2015 | Billboard Women in Music         | Rising Star | Guanyador | [ 53 ] |
| 2016 | Academy of Country Music Awards  | New Female Vocalist of the Year                                                                                                | Guanyador | [ 54 ] |
| 2016 | Academy of Country Music Awards  | Female Vocalist of the Year | Nominat   | [ 55 ] |
| 2016 | Teen Choice Awards               | Choice Music: Country Artist                                                                                                   | Nominat   | [ 56 ] |
| 2016 | Teen Choice Awards               | Choice Music: Country Song "Peter Pan"                                                                                         | Nominat   | [ 57 ] |
| 2016 | Country Music Association Awards | Female Vocalist of the Year | Nominat   | [ 58 ] |
| 2016 | Country Music Association Awards | New Artist of the Year | Nominat   | [ 58 ] |
| 2016 | American Music Awards            | Favorite Country Female Artist                                                                                                 | Nominat   | [ 59 ] |
| 2017 | People's Choice Awards           | Favorite Country Female Artist                                                                                                 | Nominat   | [ 60 ] |
| 2017 | Grammy Awards                    | Best New Artist | Nominat   | [ 61 ] |
| 2017 | Radio Disney Music Awards        | Breakout Artist of the Year | Nominat   | [ 62 ] |
| 2017 | Radio Disney Music Awards        | Country Favorite Artist | Guanyador | [ 62 ] |
| 2017 | Radio Disney Music Awards        | Country Favorite Song "Peter Pan"                                                                                              | Guanyador | [ 62 ] |
| 2017 | Radio Disney Music Awards        | Best Crush Song "Yeah Boy" | Nominat   | [ 62 ] |
| 2017 | Kids' Choice Awards              | Favorite New Artist | Nominat   | [ 63 ] |
| 2017 | iHeartRadio Music Awards         | Best New Artist | Guanyador | [ 64 ] |
| 2017 | iHeartRadio Music Awards         | Best New Country Artist | Guanyador | [ 64 ] |
| 2017 | Academy of Country Music Awards  | Female Vocalist of the Year | Nominat   | [ 65 ] |
| 2017 | Academy of Country Music Awards  | Video of the Year "Peter Pan"                                                                                                  | Nominat   | [ 65 ] |
| 2017 | CMT Music Awards                 | Video of the Year "Peter Pan"                                                                                                  | Nominat   | [ 66 ] |
| 2017 | CMT Music Awards                 | Female Video of the Year "Peter Pan"                                                                                           | Nominat   | [ 66 ] |
| 2017 | CMT Music Awards                 | CMT Performance of the Year "You're Still the One/Any Man of Mine/Man! I Feel Like a Woman!" (with Meghan Trainor, Jill Scott) | Nominat   | [ 66 ] |
| 2017 | Academy of Country Music Awards  | Gene Weed Milestone Award | Guanyador | [ 67 ] |
| 2017 | Teen Choice Awards               | Choice Country Artist | Nominat   | [ 68 ] |
| 2017 | Country Music Association Awards | Female Vocalist of the Year | Nominat   | [ 69 ] |
| 2018 | Academy of Country Music Awards  | Female Vocalist of the Year | Nominat   | [ 70 ] |
| 2018 | Academy of Country Music Awards  | Video of the Year "Legends" | Nominat   | [ 70 ] |
| 2018 | Radio Disney Music Awards        | Country Favorite Artist | Guanyador | [ 71 ] |
| 2018 | Radio Disney Music Awards        | Country Favorite Song "Legends"                                                                                                | Guanyador | [ 71 ] |
| 2018 | Billboard Music Awards           | Top Female Country Artist | Nominat   | [ 72 ] |
| 2018 | Country Music Association Awards | | Nominat   | [ 73 ] |
| 2018 | American Music Awards            | Favorite Female Artist - Country Kelsea didn't win this, the ama's were Carrie underwood, not Kelsea                           | Nominat   | [ 74 ] |
| 2019 | Grammy Awards                    | Best Country Album Unapologetically                                                                                            | Nominat   | [ 75 ] |
| 2019 | CMT Music Awards                 | Video of the Year "Miss Me More"                                                                                               | Nominat   | [ 76 ] |
| 2019 | CMT Music Awards                 | Female Video of the Year "Miss Me More"                                                                                        | Nominat   | [ 77 ] |
| 2019 | Teen Choice Awards               | Choice Country Artist | Nominat   | [ 78 ] |
| 2019 | Teen Choice Awards               | Choice Country Song "Miss Me More"                                                                                             | Nominat   | [ 78 ] |
| 2019 | Country Music Association Awards | Female Vocalist of the Year | Nominat   | [ 79 ] |
| 2020 | Academy of Country Music Awards  | Female Artist of the Year | Nominat   | [ 80 ] |
| 2020 | CMT Music Awards                 | Video of the Year "Homecoming Queen?"                                                                                          | Nominat   | [ 81 ] |
| 2020 | CMT Music Awards                 | Female Video of the Year "Homecoming Queen?"                                                                                   | Nominat   | [ 81 ] |
| 2020 | CMT Music Awards                 | CMT Performance of the Year "Graveyard"                                                                                        | Nominat   | [ 81 ] |
| 2021 | Academy of Country Music Awards  | Female Artist of the Year | Nominat   |        |
| 2021 | CMT Music Awards                 | Video of the Year "Hole in the Bottle"                                                                                         | Nominat   | [ 82 ] |
| 2021 | CMT Music Awards                 | Female Video of the Year "Hole in the Bottle"                                                                                  | Nominat   | [ 82 ] |
| 2021 | CMT Music Awards                 | CMT Performance of the Year "The Other Girl" (with Halsey)                                                                     | Guanyador | [ 82 ] |
| 2021 | Country Music Association Awards | Musical Event of the Year "Half of My Hometown" (with Kenny Chesney)                                                           | Guanyador |        |
| 2021 | Country Music Association Awards | Video of the Year "Half of My Hometown" (with Kenny Chesney)                                                                   | Guanyador |        |

## Tours
Capçalera
- The First Time Tour (2016)[83]
- The Unapologetically Tour (2018)[84]
- The Miss Me More Tour (2019)[85]

Suport
- Wheels Up Tour (2015) amb Lady A[86]
- Just the Right Kind of Crazy Tour (2015) amb Dan + Shay[87]
- Gira de Rhythm and Roots (2016) amb Rascal Flatts[88]
- Home Team Tour (2017) amb Thomas Rhett[89]
- You Look Good World Tour (2017) amb Lady A[90]
- Graffiti U World Tour (2018) amb Keith Urban[91]
- Gira Meaning of Life (2019) amb Kelly Clarkson[92]
- Remember This Tour (2021) amb Jonas Brothers[93]

## Aparicions a la televisió
| Any       | Títol                                       | Rol                                | Notes |
| --------- | ------------------------------------------- | ---------------------------------- | --- |
| 2016      | Greatest Hits                               | Ella mateixa / Co-presentadora     | Co-amfitrió amb Arsenio Hall                                                                                              |
| 2016      | CMC Awards 2016                             | Herself/Co-host                    | Al costat Morgan Evans |
| 2017–2019 | CMA Music Festival: Country's Night To Rock | Ella mateixa / Co-presentadora     | Al costat Thomas Rhett |
| 2018/2019 | The Voice                                   | Ella mateixa                       | The Comeback Stage Coach                                                                                                  |
| 2018/2019 | Victoria's Secret Fashion Show              | Ella mateixa / Co-presentadora     | Television special |
| 2018/2019 | Hell's Kitchen                              | Ella mateixa                       | Sopar convidat VIP a la taula del xef del Red Team; Episode: "Hot Potato"                                                 |
| 2018/2019 | The Voice                                   | Ella mateixa                       | Team Kelly Battle Advisor                                                                                                 |
| 2018/2019 | Songland                                    | Ella mateixa                       | Episode: "Kelsea Ballerini"                                                                                               |
| 2018/2019 | Trisha's Southern Kitchen                   | Ella mateixa                       | Episode: "A Southern Heart-to-Heart with Kelsea Ballerini"                                                                |
| 2018/2019 | Brad Paisley Thinks He's Special            | Herself/Guest                      | Al costat de Brad Paisley, Jonas Brothers, Hootie & The Blowfish, Tim McGraw, Kimberly Williams-Paisley, Carrie Underwood |
| 2020      | CMT Crossroads                              | Ella mateixa                       | Al costat de Halsey |
| 2020      | #KidsTogether: The Nickelodeon Town Hall    | Ella mateixa                       | Television special |
| 2021      | The Voice                                   | Ella mateixa/entrenadora convidada | Substitució per Kelly Clarkson que estava sota el temps a causa de la seva infecció sinusal durant The Battles            |
| 2021      | CMT Music Awards                            | Ella mateixa / Co-presentadora     | amb Kane Brown |